# 瑟喬夫卡
55°50′N 34°17′E / 55.833°N 34.283°E
瑟喬夫卡（俄语：Сычёвка，詞根是「小貓頭鷹」的意思）是俄羅斯斯摩棱斯克州東北部的一個城市，距斯摩棱斯克東北234公里。2002年人口8,683人。
1488年首見於文獻。1776年設市。